# 82 Batalion WOP
82 Batalion Wojsk Ochrony Pogranicza – samodzielny pododdział Wojsk Ochrony Pogranicza.

## Formowanie i zmiany organizacyjne
Na podstawie rozkazu MBP nr 043/org z 3 czerwca 1950, na bazie 6 Brygady Ochrony Pogranicza, sformowano 8 Brygadę Wojsk Pogranicza, a z dniem 1 stycznia 1951 14 batalion Ochrony Pogranicza przemianowano na 82 batalion WOP.
W 1956 rozwiązano 82 batalion WOP, a strażnice podporządkowano bezpośrednio pod sztab brygady.
W 1958 odtworzono batalion z m.p. w Lubaniu Śląskim o stanie 5 wojskowych z siedzibą w sztabie brygady.
Rozwiązano go w 1959 podporządkowując strażnice i placówki brygadzie.
Zimą 1963 ostatecznie rozformowano dowództwo batalionu WOP Lubań Śląski o stanie 5 wojskowych. Strażnice podporządkowano brygadzie.

## Struktura organizacyjna
Struktura batalionu i numeracja strażnic na dzień 31.12.1959.
sztab batalionu WOP – Lubań Śląski
- 17 strażnica III kategorii – Zawidów
- 18 strażnica IV kategorii – Łowin
- 19 strażnica IV kategorii – Grabiszyce
- 20 strażnica III kategorii – Miłoszów
- 21 strażnica III kategorii – Pobiedna

## Dowódcy batalionu
- kpt. Stanisław Gałuza - (1952-?)[5]